# Le Bleuet
Pour les articles homonymes, voir Bleuet.
Le Bleuet est une librairie fondée en 1990 par Joël Gattefossé place Saint-Just à Banon (Alpes-de-Haute-Provence). Elle est la plus grande librairie française indépendante en milieu rural.
Avec 110 000 titres disponibles, un stock de 189 000 ouvrages et un taux de retour exceptionnel de 2 % alors qu’elle est située dans une zone rurale peu peuplée (Banon compte 1 072 habitants), Le Bleuet affiche, en 2011, une belle réussite culturelle et économique. En 2010, la librairie entame de grands travaux dans le but de pouvoir stocker un million d’ouvrages en 2014 et d’ouvrir un site de vente en ligne,.
La librairie est exploitée sous la forme juridique d’une société par actions simplifiée (SAS).
Le site de vente en ligne ouvre en septembre 2012 au public après une phase de tests durant l’été 2012 réservée aux clients habituels. Un entrepôt est également créé en contrebas du village pour assurer le stockage de la librairie et la logistique du site.
Mais en 2013, la librairie rencontre des difficultés croissantes : le site ne répond pas à la hauteur des attentes et la gestion de l'entrepôt pèse trop lourd dans les comptes. Début 2014, elle fait appel au financement participatif en vue d'entamer un redressement. Les fonds levés (65 000 euros sur un objectif de 25 000) ne sont cependant pas suffisants pour réussir ce redressement. La librairie est vendue après novembre 2014 à Patrick Sombret, et dirigée par son épouse, Christine Rey-Sombret. Le Bleuet change à nouveau de mains en juin 2016, racheté par Isabelle et Marc Gaucherand, un couple de Lyonnais.
En 2018, l'entrepôt de stockage est repris par la Confiserie Leblanc pour en faire son site de production et un magasin de vente directe. 